# 徳重駅 (名古屋市)
徳重駅（とくしげえき）は、愛知県名古屋市緑区乗鞍二丁目にある名古屋市営地下鉄桜通線の駅で同線の終着駅である。駅のイメージカラーは桜桃■である。駅番号はS21。

## 沿革
2006年（平成18年）に桜通線延伸区間4.2キロメートルの終着駅として着工された。工区は東西に徳重第1工区及び徳重第2工区の2つに分けられ、西側の第1工区を清水建設・西松建設・鉄建建設のJVが、東側の第2工区を鹿島建設・戸田建設・東急建設のJVが担当した。各工区とも開削工法が用いられた。建設内容の見直しなどを経て、開業時期は前倒しとなった。
仮称「徳重駅」として計画され、2010年（平成22年）5月17日に仮称と同じ徳重駅に決定した。

### 年表
- 2011年（平成23年）3月27日：開業[新聞 2]。
- 2022年（令和4年）7月1日：駅の管轄を桜通線駅務区桜本町管区から桜通線運転区に変更[WEB 2]。

## 駅構造
島式ホーム1面2線を有する地下駅で、可動式ホーム柵が設置されている。ホームは20m車6両編成まで対応している。

### のりば
| ホーム | 路線   | 行先                     |
| ------ | ------ | ------------------------ |
| 1      | 桜通線 | （降車ホーム）           |
| 2      | 桜通線 | 今池・名古屋・太閤通方面 |

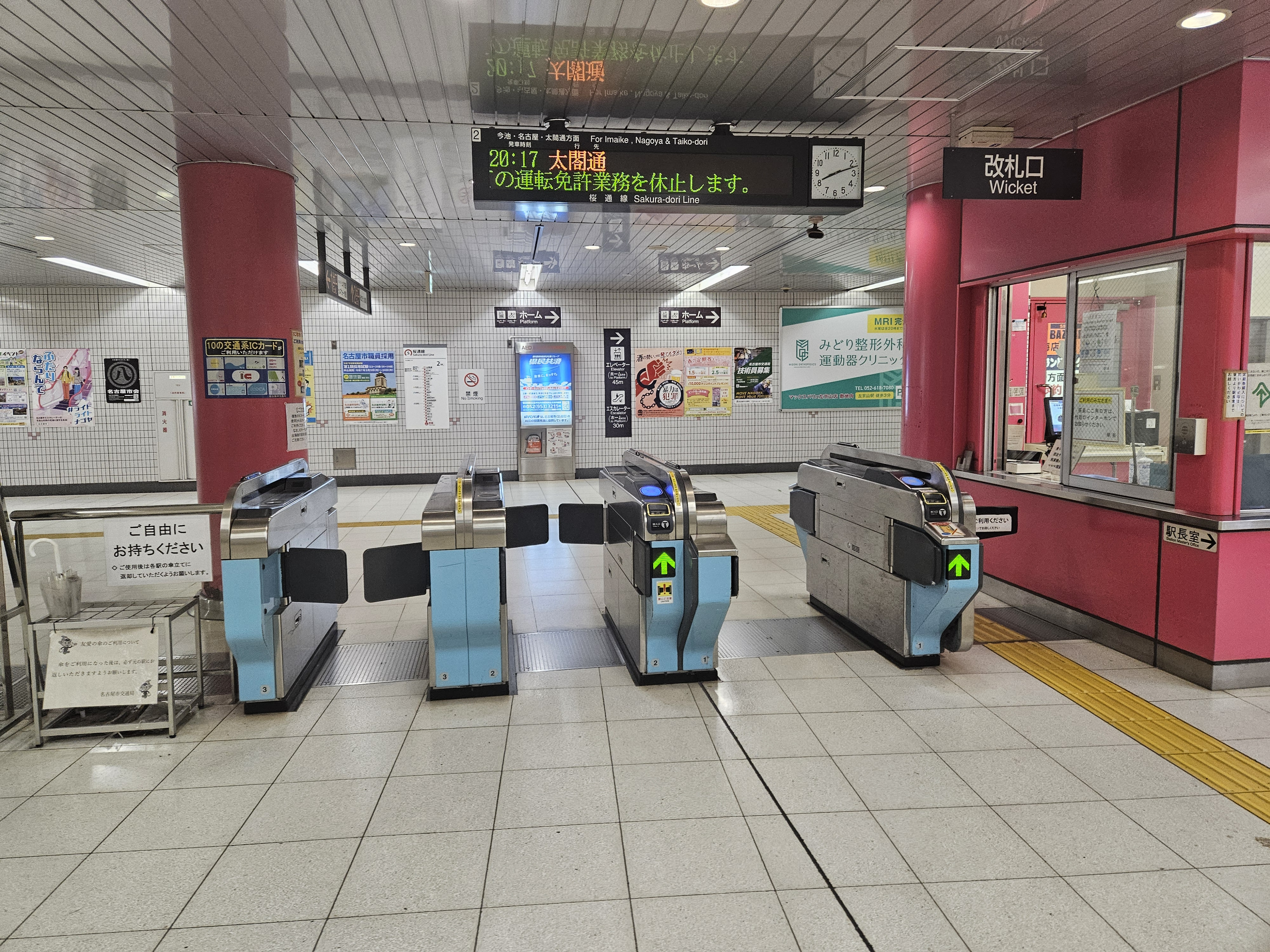
改札口（2025年3月）
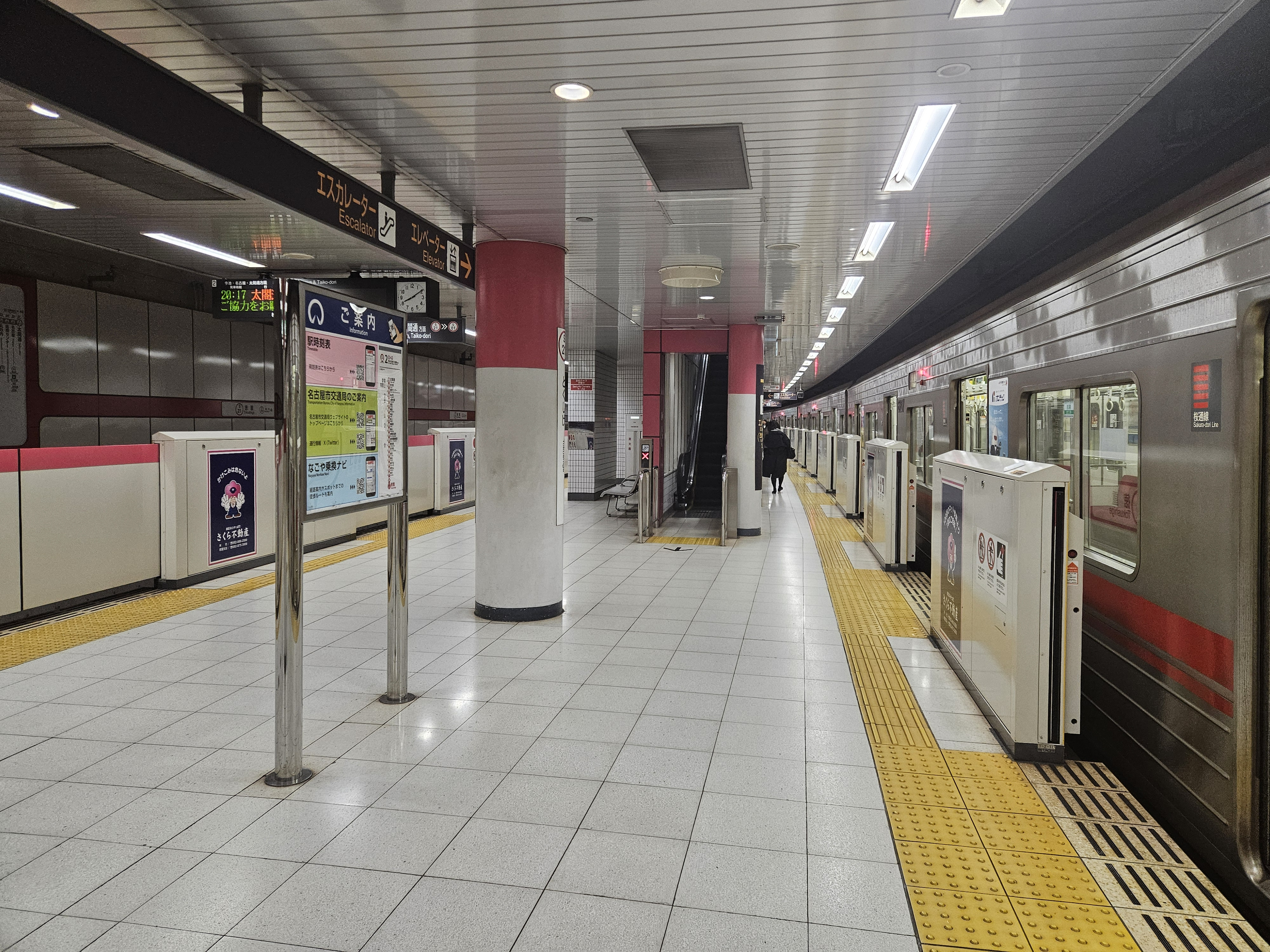
プラットホーム（2025年3月）

駅は東海通（名古屋市道東海橋線・愛知県道56号名古屋岡崎線新道）の地下に設けられている。徳重交差点の直下は徳重車庫のため、徳重駅前交差点の直下が駅となっている。
自動改札機は2ヶ所に設置されている。2番出入口に近い方（セブン-イレブン脇）には自動券売機はない。
地上へは2ヶ所の出入口とエレベーターのほか、ヒルズウォーク徳重ガーデンズへの連絡通路がある。
連絡通路は1番出入口へ向かう階段・エスカレーターの途中から分かれてヒルズウォーク徳重ガーデンズの地下2階につながっており、地上へも直接出られる（地上への階段がある）が、出入口番号は付けられていない。
当駅は傾斜地に位置しているため、改札階から1番出入口への階段やエスカレーターは2番出入口への階段より長い距離となっている。
当駅は、桜通線運転区が管轄している。
太閤通駅と同様に乗車ホームと降車ホームが分けられており、1番線に到着した電車は乗客をすべて降ろした後、一旦南側にある3本（最も東側の1線は車庫への入庫用の線路であるため2番線へ折り返せない）の引き上げ線に入ってから改めて2番線に入ってくる。入庫用線路と車庫への引き込み線とが交差する地点には名古屋市交通局で初のダブルスリップスイッチが設置されている。
なお引き上げ線は将来、豊明方面に延伸した場合は本線の一部になる。

## 利用状況
2019年度の乗車人員は3,816,147人で、1日平均乗車人員は10,427人である。桜通線の単独駅では桜山駅に次ぐ第2位。
開業以降の年度別乗車人員の推移は下表のとおりである。
| 年度               | 乗車人員 | 乗車人員  |
| 年度               | 1日平均  | 年度毎    |
| ------------------ | -------- | --------- |
| 2010年（平成22年） | 9,776    | 48,880    |
| 2011年（平成23年） | 6,692    | 2,449,269 |
| 2012年（平成24年） | 7,416    | 2,706,752 |
| 2013年（平成25年） | 8,238    | 3,006,803 |
| 2014年（平成26年） | 8,661    | 3,161,418 |
| 2015年（平成27年） | 9,213    | 3,372,040 |
| 2016年（平成28年） | 9,630    | 3,515,106 |
| 2017年（平成29年） | 10,081   | 3,679,501 |
| 2018年（平成30年） | 10,350   | 3,777,583 |
| 2019年（令和元年） | 10,427   | 3,816,147 |

## 駅周辺

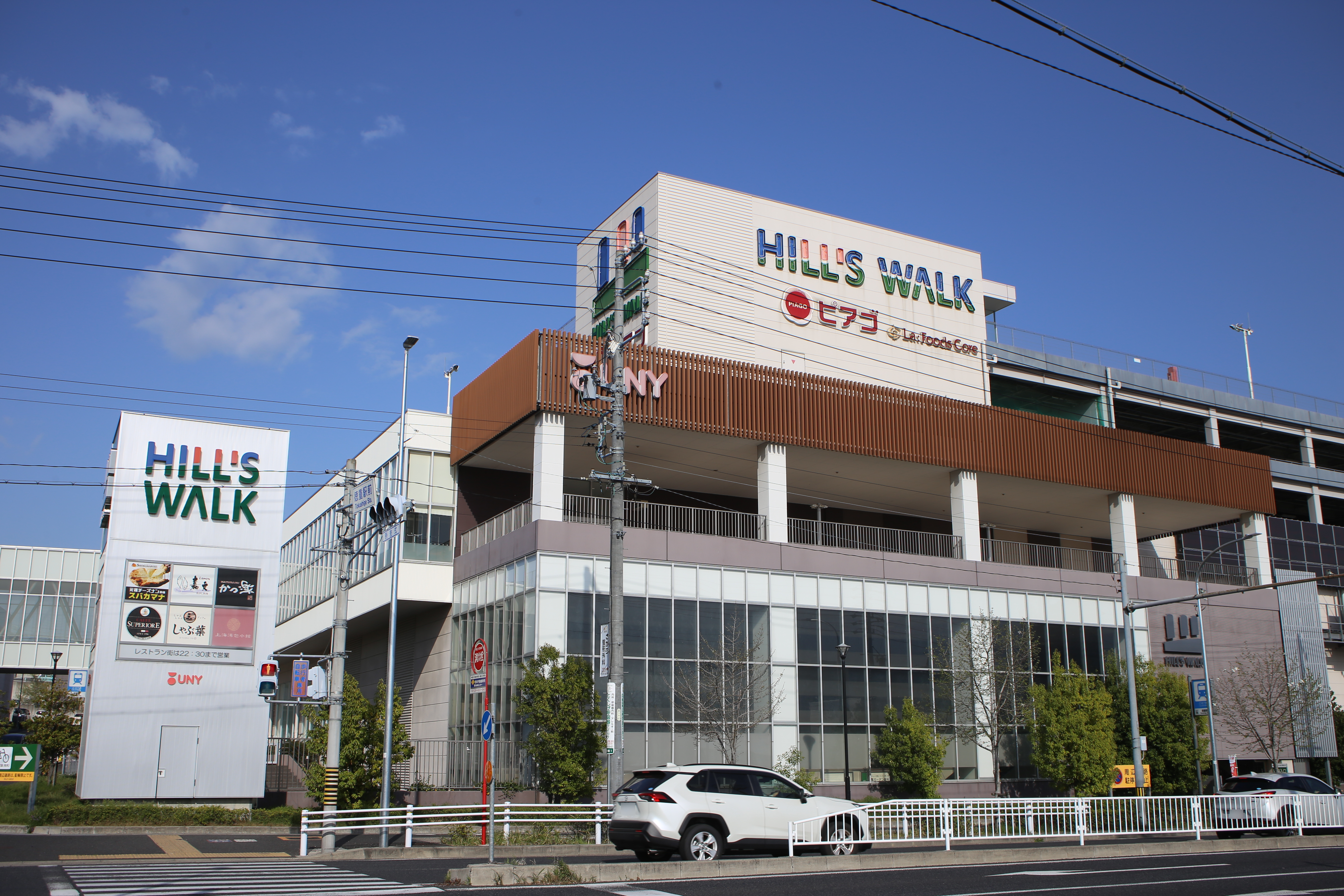
ヒルズウォーク徳重ガーデンズ（2021年）

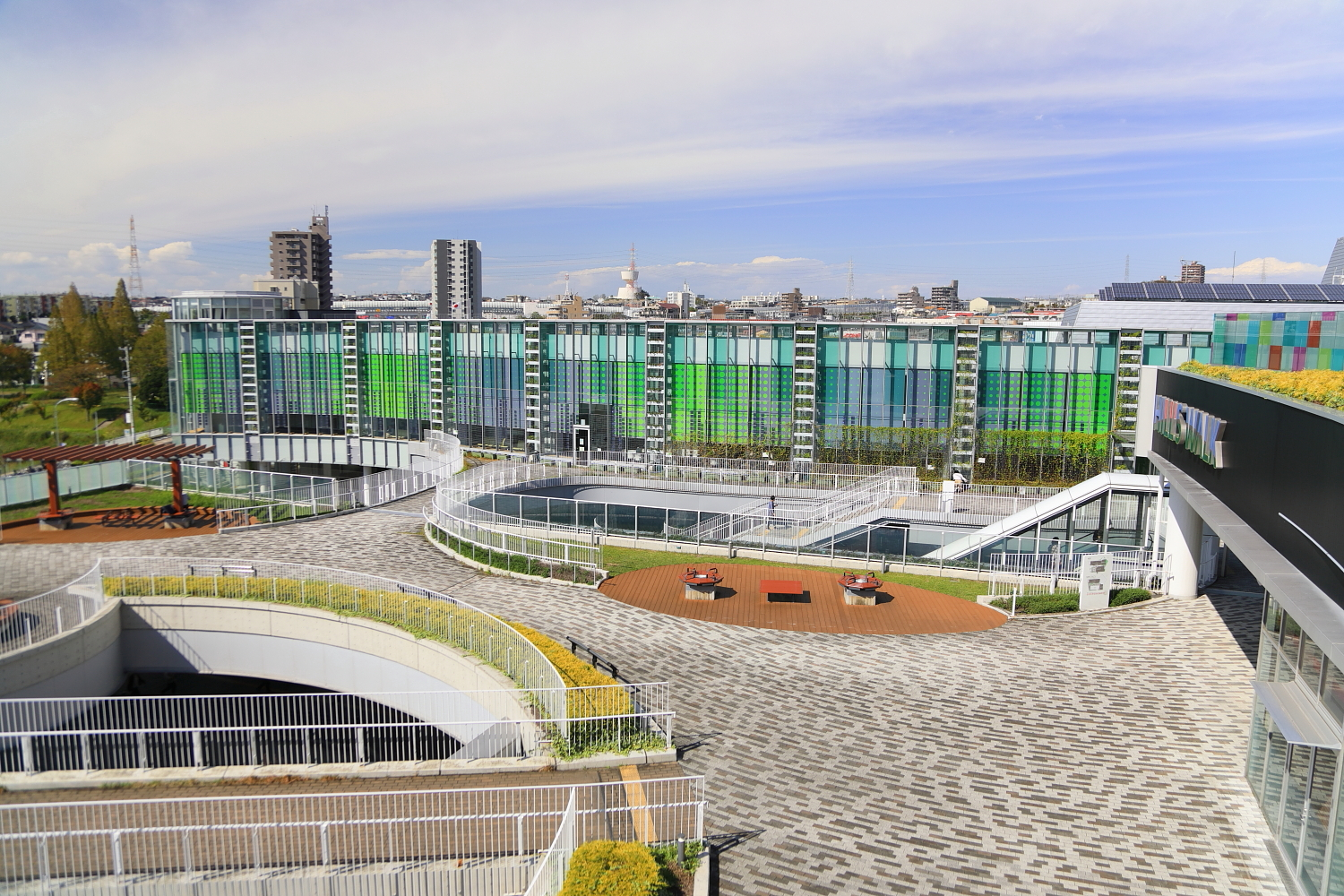
ユメリア徳重（2018年）

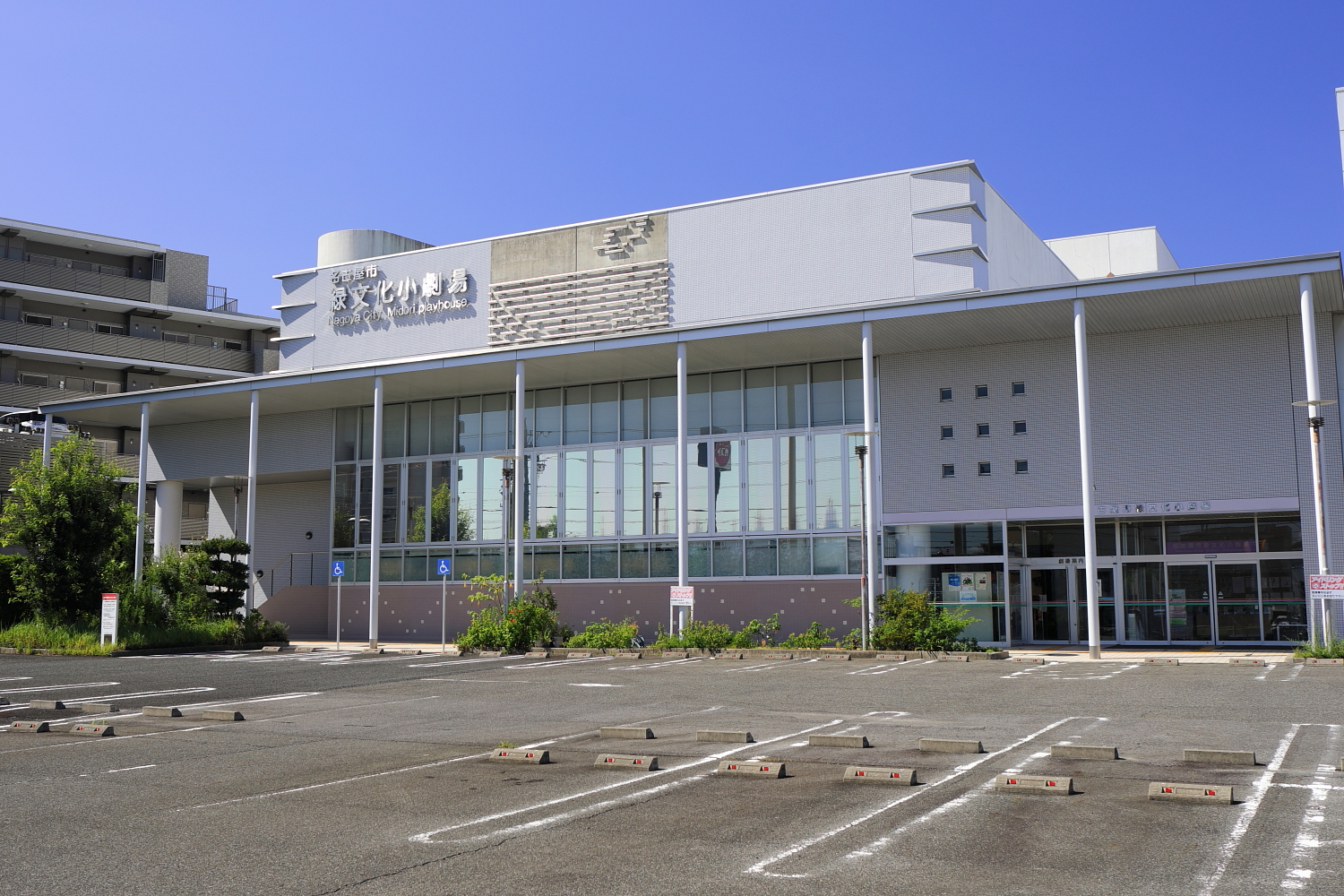
名古屋市緑文化小劇場（2020年）

駅周辺にはテラス広場やバスターミナルなどが開業に合わせて整備されている。東側は1990年代ごろまでは森林が残っていたが地下鉄開通に合わせて開発が進み、付近は一変した。
当駅は緑区全体で見ると北東方向に位置し、駅から2kmほど離れると天白区や豊明市、東郷町に入る。
- 名古屋市交通局
  - 徳重車庫（地下式）
  - 徳重交通広場（バスターミナル）
- ヒルズウォーク徳重ガーデンズ（徳重車庫の直上）
- ユメリア徳重
  - 緑区役所徳重支所
  - 名古屋市徳重図書館
  - 名古屋市緑保健センター徳重分室
  - 名古屋市徳重地区会館
  - 三菱UFJ銀行 徳重支店（旧・鳴海支店鳴海東出張所より改称・支店昇格の上移設）
  - 安藤証券 徳重支店
- 名古屋市緑文化小劇場
- アピタ緑店
- 緑信用農業協同組合 徳重支店
- 三十三銀行 徳重支店
- 東海通（名古屋市道東海橋線・愛知県道56号名古屋岡崎線新道）
- 愛知県道36号諸輪名古屋線
- みどりが丘公園
- 鳴海カントリークラブ
- カネスエ徳重店

## 徳重交通広場

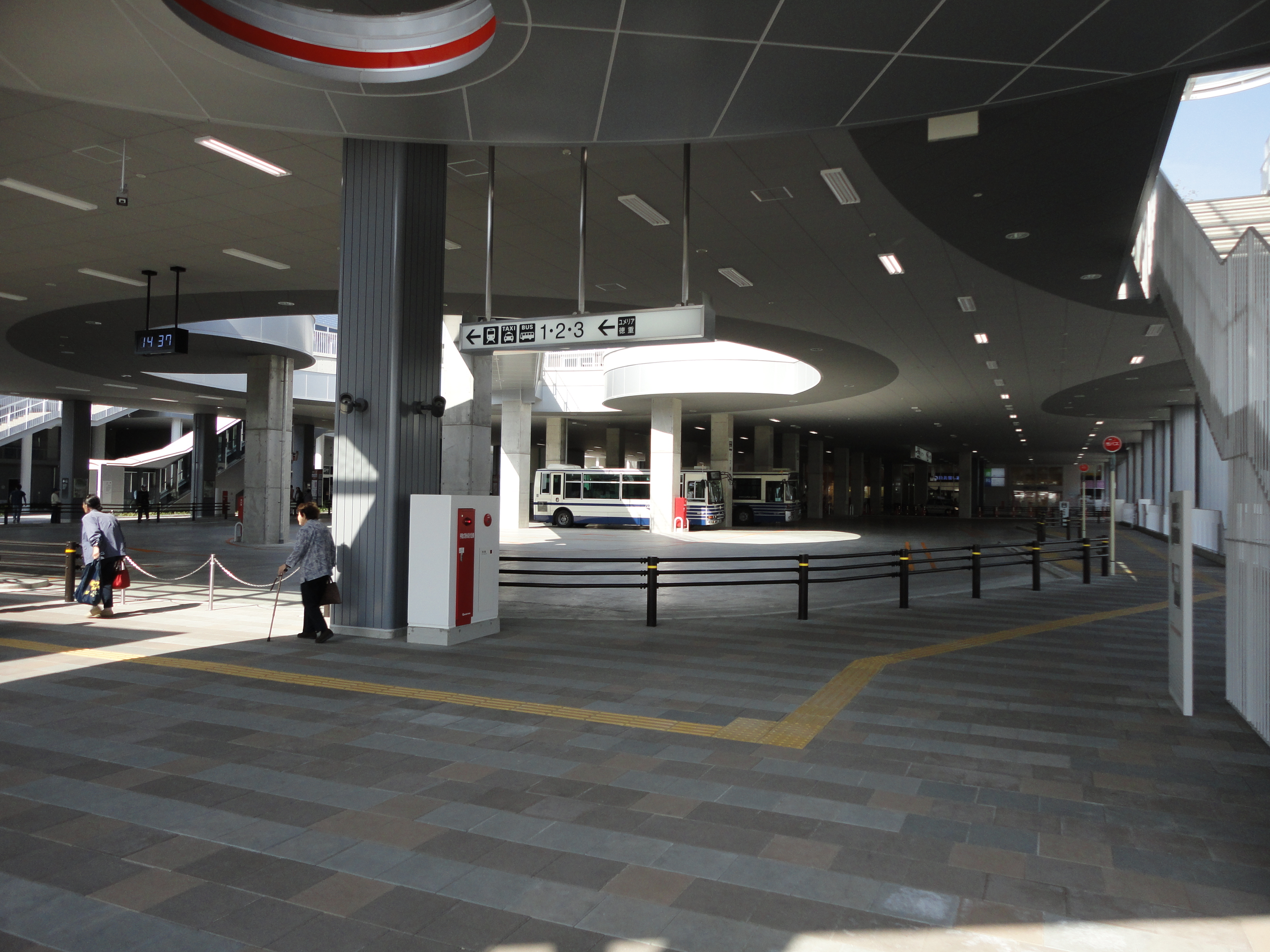
徳重交通広場バスターミナル（2011年）

### バス路線
最寄りバス停は地下鉄徳重である。名古屋市営バス・名鉄バス・ジェイアール東海バスが乗り入れており、地下鉄から緑区東部や天白区東部、豊明市への乗り継ぎ拠点として、多数の系統が発着している。バスは基本的に1番出入口に隣接したターミナルを発着する。この他に緑文化小劇場バス停（旧称：徳重）が駅南の徳重交差点周辺にあり（地下鉄徳重方面行6番のりばが2番出入口の前にある。他に交差点を挟んで5ヶ所停留所がある）、駅構内でも案内されている。緑文化小劇場バス停は以下の一般路線バスがすべて経由している他、出・入庫系統（緑.大清）が経由している。なお、徳重支所開設時から地下鉄開通までは徳重支所という名称であり、巡回系統（当時は緑1巡回）しか停車しなかった（それ以前は緑黒石 - 徳重間に停留所が存在しなかった）。

#### 名古屋市営バス
ターミナル内ののりばは4ヶ所。これら以外に降車専用の停留所もある。各系統ののりばは以下の通り。3番のりばと4番のりばは向かい合わせになっている（元は同じ番号だった）。
- 幹鳴子1：地下鉄徳重 - 緑文化小劇場 - みどり市民病院 - 地下鉄鳴子北（3番のりば）
- 原11：地下鉄徳重 - 緑文化小劇場 - 島田住宅 - 天白消防署 - 地下鉄原（2番のりば）
- 原12：地下鉄原 - 桃山住宅 - 地下鉄徳重 - 緑文化小劇場 - みどりが丘公園 、徳重小学校 - 緑車庫（みどりが丘公園・緑車庫行は1番のりば、地下鉄原行は2番のりば）
- 平針11：地下鉄徳重 - 緑文化小劇場 - 白土 - 平針運転免許試験場 - 地下鉄平針（4番のりば）
- 新瑞12：地下鉄徳重 - 緑文化小劇場 - みどり市民病院 - 名鉄鳴海 - 新瑞橋（2番のりば）
- 徳重11：地下鉄徳重 - 緑文化小劇場 - 西神の倉二丁目 - 平針運転免許試験場 - 地下鉄平針（4番のりば）
- 徳重12：地下鉄徳重 - 緑文化小劇場 - 緑車庫 - 赤松（藤塚一丁目） - 白土（4番のりば）
- 徳重13：地下鉄原 - 桃山住宅 - 地下鉄徳重 - 緑文化小劇場 - 平手 - 大清水 - 藤田医科大学病院（藤田医科大学病院行は1番のりば、地下鉄原行は2番のりば）
- 徳重14：地下鉄徳重 - 緑文化小劇場 - 鳴海町笹塚 - 大清水 - 敷田北 - 名鉄有松（3番のりば）
- 徳重巡回：藤田医科大学病院 - 滝ノ水一丁目 - 地下鉄神沢 - 地下鉄徳重 - 緑文化小劇場 - 鶴が沢 - 藤塚一丁目 - 白土（藤田医科大学病院行は2番のりば、白土行は1番のりば）
- 出入庫：緑車庫 - 緑文化小劇場 - 平手 - 大清水（地下鉄徳重は経由しない）

#### 名鉄バス
地下鉄徳重バスターミナルでは赤池駅行（市バスの白土方面行とはのりばが異なる）、前後駅行とも市バスの1番のりばから発車する。但し、バス停の標示板は市バスとは異なる（名鉄バスは後乗りのため、市バスの標示板より若干後方にずれている）。
- 【35】：前後駅 - 藤田医科大学病院 - 緑文化小劇場 - 地下鉄徳重 - 緑文化小劇場 - 東白土 - 赤池駅
- 【34】：前後駅 - 藤田医科大学病院 - 緑文化小劇場 - 地下鉄徳重

#### ジェイアール東海バス
- ドリームなごや号：霞ケ関・東京駅・新木場駅行
  - 2012年8月31日より青春ドリームなごや8・15号が1往復経由、2013年12月1日より毎日運行、2021年2月1日よりドリームなごや8・9号に改称。市バスの3番のりばから発車する。東京駅行は乗車のみ、名古屋駅行は降車のみの取り扱い（名古屋駅 - 金山南口 - 新瑞橋 - 地下鉄徳重 - 東京駅）

#### その他
2021年3月から2022年8月まで三井不動産が徳重駅とららぽーと愛知東郷の間を直通する一部自動運転バスの実証実験を行った。運行は2021年3月1日から1年間の予定としていたが、2022年3月1日からは乗車料金を無料として、8月31日まで運行した。徳重駅ではバスターミナルではなく徳重巡回（白土行き）の停留所があった場所に停留所が設置された。

## その他
当駅では、名鉄犬山線の徳重・名古屋芸大駅（旧・徳重駅）と区別するため、manacaの乗降履歴には「市地徳重」と表示される（徳重・名古屋芸大駅は「徳重名芸」）。なお、かつて発売されていたトランパス対応カードの乗降履歴も「徳重」は徳重・名古屋芸大駅が使用していたので「ｼﾁ徳」と表示された（市営地下鉄徳重の略）。この「ｼﾁ徳」の表示は磁気式の地下鉄一日乗車券（24時間券、ドニチエコきっぷ）を当駅で使い始めたときの裏面への印字で見ることができる。
当駅及び太閤通駅では、1番ホーム（太閤通駅は2番ホーム）に到着する列車は、すべて引き上げ線での折り返しまたは入庫となる為、終着駅到着前と到着時に乗客の乗り過ごし防止の為の注意喚起放送を流している。

## 隣の駅
名古屋市交通局
 桜通線
神沢駅 (S20) - 徳重駅 (S21)